# Hansol Korea Open 2005
Hansol Korea Open Tennis Championships 2005 — жіночий тенісний турнір, що проходив на відкритих кортах з твердим покриттям у Сеулі (Південна Корея). Належав до турнірів 4-ї категорії в рамках Туру WTA 2005. Тривав з 26 вересня до 2 жовтня 2005 року. Загальний призовий фонд становив 140 тис. доларів США.

## Учасниці
| Країна               | Гравчиня         | Рейтинг1 | Сіяна |
| -------------------- | ---------------- | -------- | ----- |
| Сербія та Чорногорія | Єлена Янкович    | 17       | 1     |
| Чехія                | Ніколь Вайдішова | 24       | 2     |
| Франція              | Татьяна Головін  | 25       | 3     |
| Аргентина            | Хісела Дулко     | 29       | 4     |
| Японія               | Ай Суґіяма       | 32       | 5     |
| Росія                | Віра Душевіна    | 36       | 6     |
| Японія               | Асагое Сінобу    | 39       | 7     |
| Франція              | Маріон Бартолі   | 44       | 8     |
| Ізраїль              | Шахар Пеєр       | 48       | 9     |

- 1 Посів ґрунтується на рейтингу станом на 19 вересня 2005 року.

### Інші учасниці
Нижче подано учасниць, що отримали вайлд-кард на вихід в основну сітку:
- Chang Kyung-mi
- Kim So-jung

Нижче наведено гравчинь, які пробились в основну сітку через стадію кваліфікації:
- Вільмаріе Кастелльві
- Ева Грдінова
- Мартіна Мюллер
- Обата Саорі

### Відмовились від участі
- Асагое Сінобу (травма м'язів під час тренування)
- Чо Юн Чон (травма спини під час тренування)
- Емілі Луа

## Фінальна частина

### Одиночний розряд
Ніколь Вайдішова —  Єлена Янкович 7–5, 6–3

### Парний розряд
Чжань Юнжань /  Чжуан Цзяжун —  Джилл Крейбас /  Наталі Грандін 6–2, 6–4